# Nibea chui
Nibea chui är en fiskart som beskrevs av Trewavas, 1971. Nibea chui ingår i släktet Nibea och familjen havsgösfiskar. Inga underarter finns listade i Catalogue of Life.